# Ніва Даїкі
Даїкі Ніва (яп. 丹羽 大輝, нар. 16 січня 1986, Осака) — японський футболіст, захисник клубу «Гамба Осака».
Виступав, зокрема, за клуби «Гамба Осака» та «Авіспа Фукуока», а також національну збірну Японії.

## Клубна кар'єра
У дорослому футболі дебютував 2004 року виступами за клуб «Гамба Осака», в якій провів три сезони, протягом яких за головну команду клубу так й не зіграв. 
Згодом з 2007 по 2008 рік на правах оренди грав у складі команд клубів «Токусіма Вортіс» та «Омія Ардія».
До складу клубу «Авіспа Фукуока» на правах оренди приєднався 2008 року. Відіграв за команду з Фукуоки наступні три сезони своєї ігрової кар'єри. Більшість часу, проведеного у складі «Авіспа Фукуока», був основним гравцем захисту команди.
До складу клубу «Гамба Осака» повернувся 2012 року. Відтоді встиг відіграти за команду з Осаки 129 матчів в національному чемпіонаті.

## Виступи за збірну
У 2015 році дебютував в офіційних матчах у складі національної збірної Японії. Наразі провів у формі головної команди країни 2 матчі.
| Дата     | Місто | Господарі | Результат | Гості  | Турнір             | Голи | Примітки |
| -------- | ----- | --------- | --------- | ------ | ------------------ | ---- | -------- |
| 9-8-2015 | Ухань | КНР       | 1 – 1     | Японія | Кубок Східної Азії | 0    |          |
| Усього   |       | Матчів    | 1         |        | Голів              | 0    |          |

## Титули і досягнення
- Чемпіон Японії: 2014
- Володар Кубка Імператора Японії: 2014, 2015
- Володар Кубка Джей-ліги: 2014, 2020
- Володар Суперкубка Японії: 2015